# 哀公 (宋)
哀公（あいこう、? - 紀元前800年）は、西周の諸侯である宋の君主（在位前801年 - 前800年）。恵公の子。恵公の後をうけて宋国の君主となった。在位1年。商丘に葬られた。